# Hoher Ifen
Le Hoher Ifen est un sommet des Alpes, à 2 229 ou 2 230 m d'altitude, dans les Alpes d'Allgäu, et en particulier le point culminant des montagnes au nord-ouest de la Walsertal, entre Autriche (Vorarlberg) et l'Allemagne (Bavière).

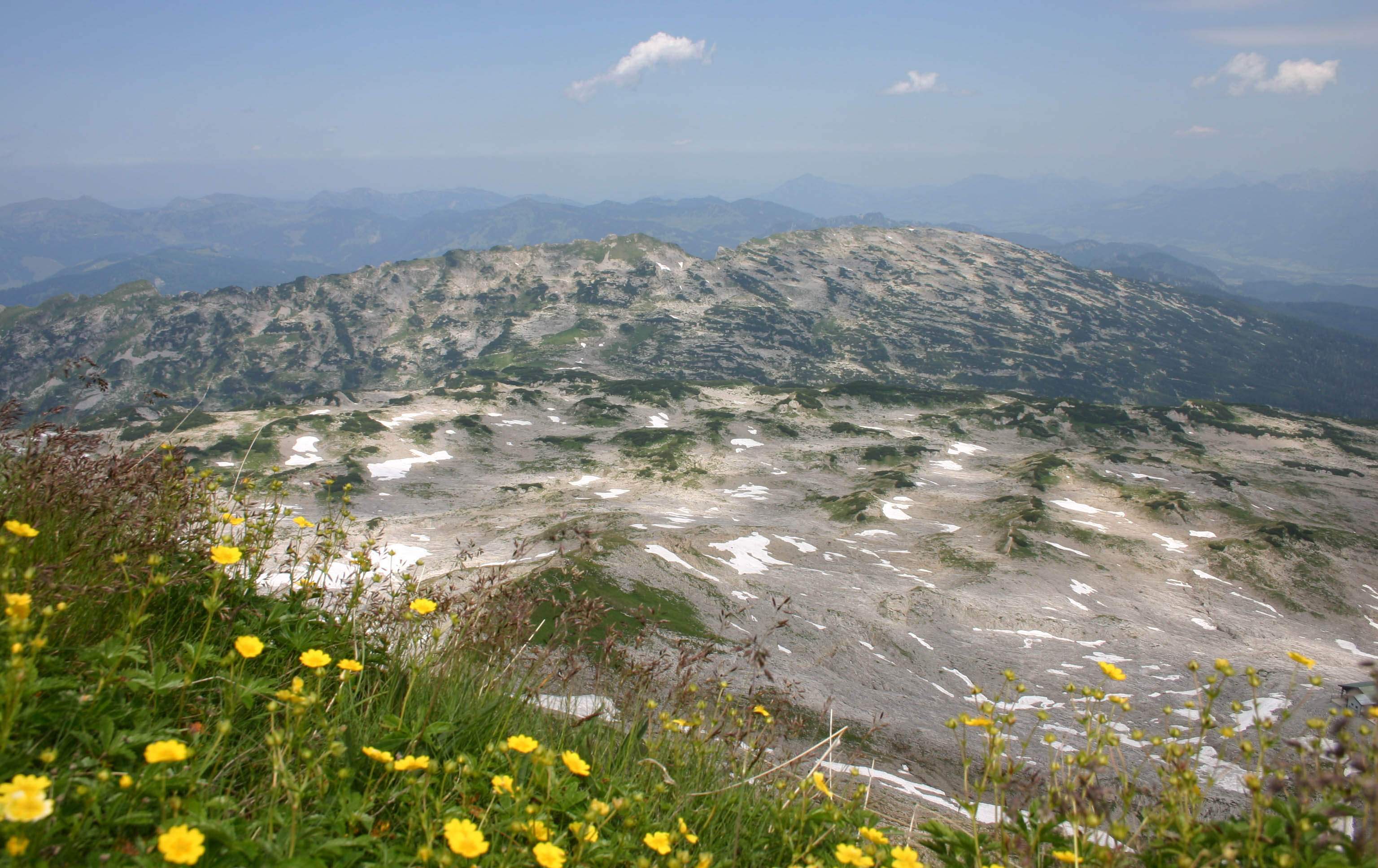
Le plateau de Gottesack vu du Hoher Ifen

Au nord-est du sommet se trouve le plateau karstique de Gottesack.